# Девушка и море (фильм)
«Девушка и море» — музыкальная комедия режиссёра Альфреда Шестопалова, снятая по мотивам одноимённой оперетты украинского композитора Якова Цегляра на студии «Укртелефильм» в 1981 году.

## Сюжет
После окончания школы Вера Береговая мечтает посвятить свою жизнь морю, но, к её сожалению, девушек не принимают в мореходное училище. Желая доказать, что она ничуть не хуже своих сверстников, Вера с помощью своих друзей — курсантов мореходки, тайком проникает на учебное парусное судно «Товарищ». Капитан, узнав о нахождении на борту переодетой девушки, даёт поручение боцману во что бы то ни стало найти злоумышленницу. Поиски не дали результата, пока во время учебной тревоги Вера, спасшая упавшего за борт курсанта, не была вынуждена назвать своё настоящее имя.

## В ролях
- Ирина Лавринова — Вера
- Юрий Маляров — курсант Владимир
- Игорь Волков — курсант Юрий
- Алексей Тютимов — курсант Зиновий Водяной
- Ирина Даниленко — Ирина, подруга курсанта Зиновия
- Станислав Коренев — капитан Антон Иванович
- Геннадий Болотов — боцман Гнат Гнатыч
- Владимир Талашко — руководитель практики Николай Сергеевич
- Инга Будкевич — Юлия, мать курсанта Зиновия
- Дмитрий Шевцов — дед Макар
- Дмитрий Франько — дед Фёдор
- Иван Матвеев — дед Алексей

## Съёмочная группа
- Режиссёр-постановщик: Альфред Шестопалов
- Автор сценария: Дмитрий Шевцов
- Оператор: Александр Деряжный
- Композитор: Яков Цегляр
- Художник: Алексей Бобровников

## Интересные факты
- Съёмки происходили на трёхмачтовом барке «Товарищ», с 1951 года приписанном к Херсонскому мореходному училищу ММФ.